# Circonscription de Kébili
La circonscription de Kébili est une ancienne circonscription électorale tunisienne. Elle couvre le territoire du gouvernorat de Kébili.
Elle est instaurée à partir de la VIe législature. Auparavant, la région est rattachée à la circonscription de Gabès.
Le décret-loi no 2022-55 du 15 septembre 2022 la divise en trois circonscriptions.

## Résultats électoraux
Voici les résultats de l'élection de l'Assemblée constituante de 2011 pour la circonscription ; la liste donne les partis ayant obtenu au moins un siège :
| Parti          | Parti                                                              | Voix    | %     | Sièges |
| -------------- | ------------------------------------------------------------------ | ------- | ----- | ------ |
|                | Ennahdha                                                           | 27 417  | 40,48 | 2      |
|                | Congrès pour la République                                         | 18 093  | 26,71 | 2      |
|                | Pétition populaire pour la liberté, la justice et le développement | 2 540   | 5,78  | 1      |
| Inscrits       | Inscrits                                                           | 113 676 | 100   | 5      |
| Votants        | Votants                                                            | 71 771  |       | -      |
| Exprimés       | Exprimés                                                           | 67 731  | 100   | -      |
| Blancs et nuls | Blancs et nuls                                                     | 4 040   |       | -      |

## Représentants

### Constituants
|  | Nom            | Image | Parti |
|  | -------------- | ----- | --- |
|  | Béchir Chemam  |       | Ennahdha |
|  | Monia Kasri    |       | Ennahdha |
|  | Amor Chetoui   |       | Congrès pour la République                                                                                     |
|  | Hasna Marsit   |       | Congrès pour la République, indépendante, Mouvement Wafa puis indépendante                                     |
|  | Ibrahim Kassas |       | Pétition populaire pour la liberté, la justice et le développement, indépendant, Nidaa Tounes puis indépendant |

### Députés
|  | Nom                 | Parti                                        |
|  | ------------------- | -------------------------------------------- |
|  | Hédi Ben Abderrehim | Front national (Parti socialiste destourien) |
|  | Soula Oun Soula     | Front national (Parti socialiste destourien) |

|  | Nom                 | Parti                                         |
|  | ------------------- | --------------------------------------------- |
|  | Béchir Akremi       | Union nationale (Parti socialiste destourien) |
|  | Hédi Ben Abderrehim | Union nationale (Parti socialiste destourien) |

|  | Nom                     | Parti                                      |
|  | ----------------------- | ------------------------------------------ |
|  | Abdallah El Edhri       | Rassemblement constitutionnel démocratique |
|  | Abdallah Touati         | Rassemblement constitutionnel démocratique |
|  | Mohamed Salah Montassar | Rassemblement constitutionnel démocratique |

|  | Nom                     | Parti                                      |
|  | ----------------------- | ------------------------------------------ |
|  | Abdallah Merzougui      | Rassemblement constitutionnel démocratique |
|  | Jamaleddine Ben Hammadi | Rassemblement constitutionnel démocratique |
|  | Abdelkrim Amor          | Union démocratique unioniste               |

|  | Nom                 | Parti                                      |
|  | ------------------- | ------------------------------------------ |
|  | Mohamed Hédi Khaldi | Rassemblement constitutionnel démocratique |
|  | Mohamed Abdelmoula  | Rassemblement constitutionnel démocratique |
|  | Touhami Badreddine  | Mouvement des démocrates socialistes       |

|  | Nom                       | Parti                                      |
|  | ------------------------- | ------------------------------------------ |
|  | Faouzi Ben Hamed          | Rassemblement constitutionnel démocratique |
|  | Mohamed Sghaïer Montassar | Rassemblement constitutionnel démocratique |
|  | Abdelkrim Amor            | Union démocratique unioniste               |

|  | Nom               | Parti                                      |
|  | ----------------- | ------------------------------------------ |
|  | Nasreddine Azzabi | Rassemblement constitutionnel démocratique |
|  | Mokhtar Jelidi    | Rassemblement constitutionnel démocratique |